# 이태양 (1990년)
이태양(李太陽, 1990년 7월 3일 ~ )은 KBO 리그 한화 이글스의 투수이다.

## 한화 이글스시절
2010년 5라운드(전체 36순위) 지명을 받아 입단했으나 2011년까지 1군에 오르지 못했다. 2012년 7월 18일 삼성전에서 구원 등판해 데뷔 첫 경기를 치렀으나 2이닝 1탈삼진, 1볼넷, 3실점으로 부진했고, 경기 후 2군에 내려가며 시즌을 마감했다. 김응용이 감독으로 부임한 후 1군에서 기회를 잡기 시작했지만, 2013년에는 3패에 그쳤다.
2014년 5월 9일 KIA전에서 7.1이닝 4피안타, 무실점으로 호투하며 선발 기회를 잡았다.
2014년 6월 1일 SK 와이번스와의 경기에 선발 등판해 7이닝 5피안타, 1실점으로 데뷔 첫 승을 기록했고, 이는 입단 후 42경기 만에 거둔 승리였다.
그러나 2015년에는 팔꿈치 부상으로 인해 일본에서 팔꿈치 인대 접합 수술을 받으며 시즌을 마감했으며, 그의 공백으로 인해 안영명이 선발로 변경했다.

## SK 와이번스&SSG 랜더스시절
2020년 6월 18일 당시 SK 와이번스 소속이었던 노수광과 1:1 트레이드를 통해 이적하였다.

## 한화 이글스복귀
2022년 11월 23일 계약 기간 4년, 계약금 8억, 연봉 17억 등 총액 25억원에 FA 계약을 체결하며 복귀하였다.

## 국가대표 경력
- 2014년에 우완 선발 투수들의 기근이 발생했을 때 활약을 펼쳐 팀 내에서 유일하게 2014년 아시안 게임 국가대표팀에 선발됐다.[4] 중국과의 준결승전에서 구원 등판해 4이닝을 투구하며 승리 투수가 됐다.[5] 국가대표팀이 금메달을 따면서 병역 특례를 받았다.[6]

## 에피소드
- 그의 우상은 정민철이라고 한다. "한용덕·송진우·정민철 투수코치님들이 지금의 나를 잘 만들어주셨다"고 감사를 표했다. "1군에서 선발로 확실하게 자리잡아 여수시에 계신 할아버지·할머니를 야구장에 꼭 초대하고 싶다."고 포부를 말했다.[7]

## 출신 학교
- 여수서초등학교
- 여수중학교
- 순천효천고등학교

## 배우자
- '김희진' (2016년 ~ 현재)

## 통산 기록
| 연도 | 팀명   | 평균자책점 | 경기 | 완투 | 완봉 | 승 | 패 | 세 | 홀 | 승률  | 타자 | 이닝 | 피안타 | 피홈런 | 볼넷 | 사구 | 탈삼진 | 실점 | 자책점 |
| ---- | ------ | ---------- | ---- | ---- | ---- | -- | -- | -- | -- | ----- | ---- | ---- | ------ | ------ | ---- | ---- | ------ | ---- | ------ |
| 2012 | 한화   | 13.50      | 1    | 0    | 0    | 0  | 0  | 0  | 0  | -     | 12   | 2    | 5      | 0      | 1    | 0    | 1      | 3    | 3      |
| 2013 | 한화   | 6.23       | 31   | 0    | 0    | 0  | 3  | 0  | 0  | 0.000 | 278  | 60⅔  | 75     | 10     | 23   | 6    | 39     | 44   | 42     |
| 2014 | 한화   | 5.29       | 30   | 0    | 0    | 7  | 10 | 0  | 0  | 0.412 | 677  | 153  | 183    | 27     | 41   | 7    | 96     | 100  | 90     |
| 2016 | 한화   | 4.97       | 29   | 0    | 0    | 5  | 8  | 1  | 0  | 0.385 | 512  | 112⅓ | 128    | 15     | 62   | 3    | 60     | 66   | 62     |
| 2017 | 한화   | 7.17       | 16   | 0    | 0    | 3  | 6  | 0  | 0  | 0.333 | 275  | 59   | 79     | 12     | 26   | 2    | 29     | 49   | 47     |
| 2018 | 한화   | 2.84       | 63   | 0    | 0    | 4  | 2  | 0  | 12 | 0.667 | 325  | 79⅓  | 66     | 10     | 23   | 4    | 85     | 30   | 25     |
| 2019 | 한화   | 5.81       | 55   | 0    | 0    | 1  | 6  | 0  | 10 | 0.143 | 283  | 66⅔  | 74     | 8      | 13   | 3    | 64     | 44   | 43     |
| 2020 | SK     | 5.46       | 53   | 0    | 0    | 2  | 1  | 0  | 4  | 0.667 | 250  | 56   | 68     | 6      | 16   | 1    | 45     | 35   | 34     |
| 2021 | SSG    | 5.73       | 40   | 0    | 0    | 5  | 10 | 0  | 4  | 0.333 | 456  | 103⅔ | 123    | 25     | 32   | 1    | 62     | 66   | 66     |
| 2022 | SSG    | 3.62       | 30   | 0    | 0    | 8  | 3  | 0  | 1  | 0.727 | 472  | 112  | 116    | 15     | 24   | 5    | 61     | 50   | 45     |
| 2023 | 한화   | 3.23       | 50   | 0    | 0    | 3  | 3  | 0  | 2  | 0.500 | 422  | 100⅓ | 100    | 7      | 21   | 3    | 72     | 44   | 36     |
| 2024 | 한화   | 11.57      | 10   | 0    | 0    | 0  | 2  | 0  | 0  | 0.000 | 48   | 9⅓   | 17     | 4      | 2    | 0    | 2      | 13   | 12     |
| 통산 | 12시즌 | 4.97       | 408  | 0    | 0    | 38 | 54 | 1  | 33 | 0.413 | 4010 | 914⅓ | 1034   | 141    | 284  | 35   | 616    | 544  | 505    |

- 빨간 글씨는 한국 프로야구 역사상 최고 기록